# David Ross McCord

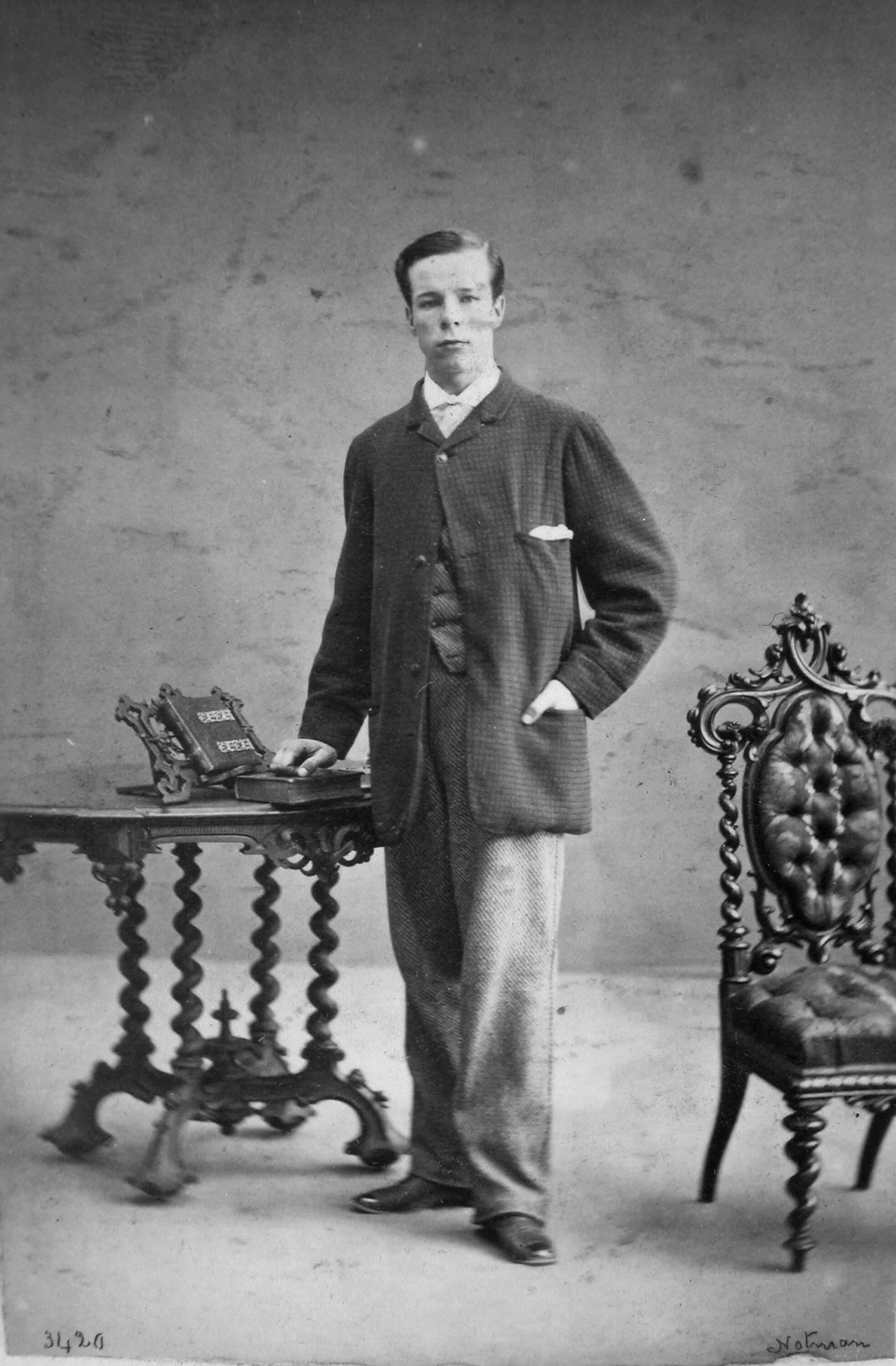
David Ross McCord.

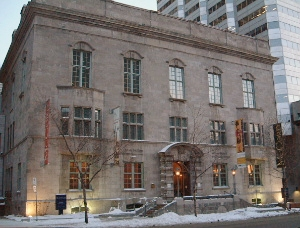
Fotografía del Museo McCord al anochecer.

David Ross McCord (1844-1930) fue el abogado y filántropo fundador del Museo McCord de la ciudad de Montreal, en la provincia de Quebec, al este de Canadá. 
McCord nació en Montreal el año de 1844 en el seno de una familia de abogados y comerciantes de origen irlandés que había emigrado al Nuevo Mundo alrededor de 1760. Sus padres, un matrimonio bilingüe de clase alta, le inculcaron el amor al arte y a la ciencia desde temprana edad. Al crecer decidió continuar con la tradición y estudió la abogacía, llegando a desempeñarse como magistrado y haciéndose famoso por su intercesión en los tribunales a favor de las tribus indígenas.
En 1878 se propuso fundar un museo nacional de historia canadiense en su ciudad natal. Con una colección de objetos de su propiedad, establece el museo en su propia casa.  En 1919, el fondo histórico del museo, que había crecido sustancialmente, se traslada al campus de la Universidad McGill, su sede actual. El 13 de octubre de 1921 el McCord Museum abrió sus puertas al público con una colección de 15,000 piezas adquiridas por su fundador. Nueve años más tarde, en 1930, McCord fallecía en la ciudad de Guelph, Ontario. 
A su muerte la universidad se hizo cargo del museo para luego convertirlo en una institución privada con un acervo superior al millón de objetos.
En 2005, la Dirección de Asuntos Históricos y Monumentos del Gobierno de Canadá, colocó una placa en la entrada principal del Museo McCord, que señala: "David McCord creó una de las primeras y más importantes de objetos, imágenes y manuscritos asociados con la historia de Canadá. Convencido que el conocimiento del pasado fortalece la identidad nacional, dedicó buena parte de su vida y de su fortuna para investigar y documentar 15.000 objetos relacionados con la historia aborigen, francesa y británica de Norte América. Este hombre de visión, entregó su sobresaliente colección a la Universidad McGill, que completó su sueño de fundar un museo para beneficio de todos los canadienses".